# 貝比·魯斯
小喬治·赫尔曼·“貝比”·魯斯（英語：George Herman "Babe" Ruth, Jr.，1895年2月6日—1948年8月16日），是美國棒球運動員，為該國職棒史上最具代表性的二刀流選手，同時擔任投手及外野手，生涯中期逐漸固定以打者出賽。带领波士顿紅襪取得3次世界大賽冠軍，带领纽约洋基队取得4次世界大賽冠軍，被譽為「棒球之神」。在美国在线于2005年举办的票选活动《最伟大的美国人》中，贝比·鲁斯被选为美国最伟大的人物第14位。

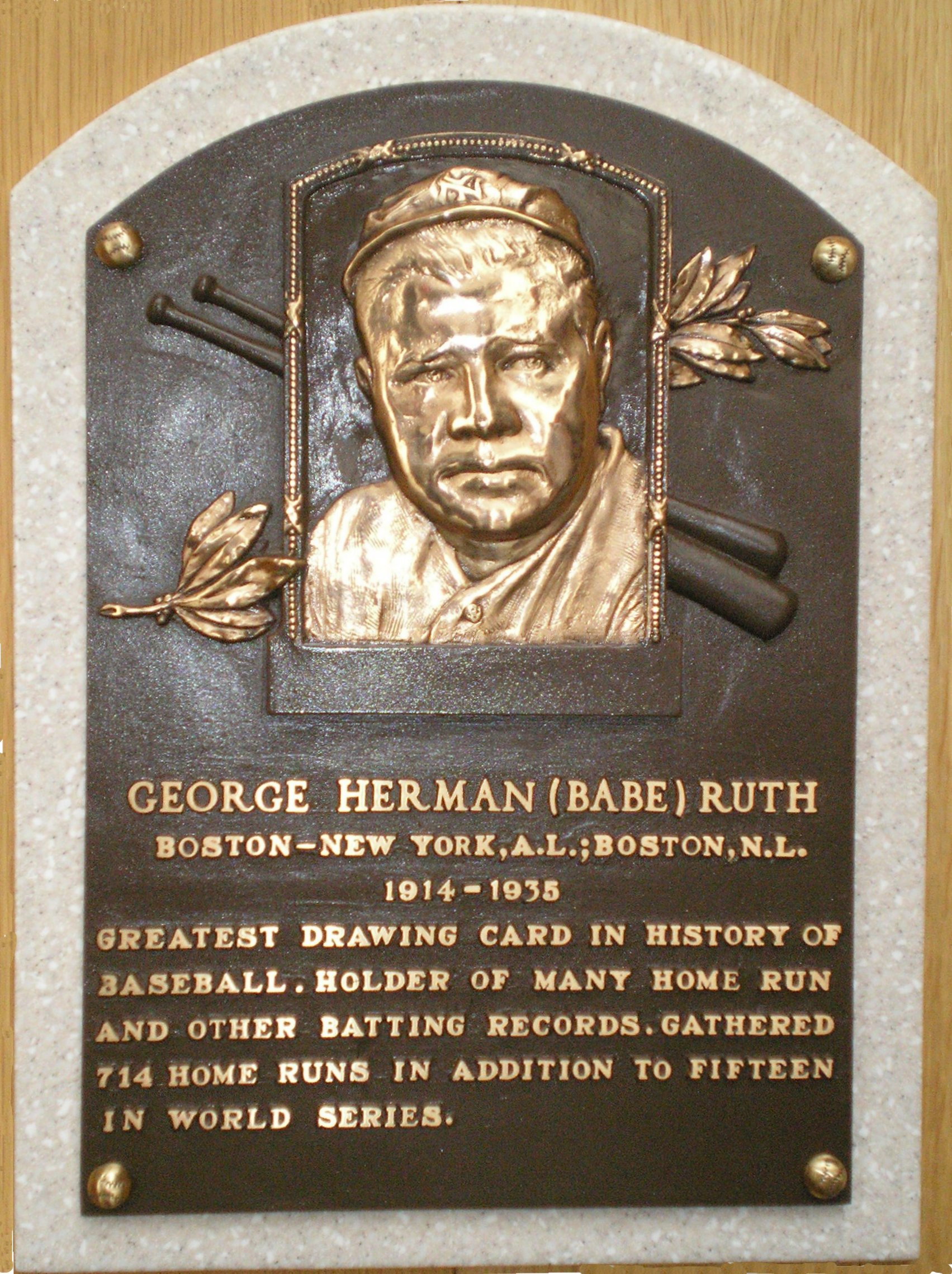
1936年，貝比魯斯入選棒球名人堂，為最早入選的五人之一。

## 早年生活
1895年，貝比魯斯出生於美國東部巴爾的摩市。儿时的鲁特讲德语。因家境不好，他的父母為了沉重的家計拼命工作，以致沒有多餘的心思和時間去教育和照顧小貝比魯斯，無人管教的小貝比魯斯不知不覺學會了許多不好的行為，如偷東西、打架等，求學時期，他被退學五次，直到第六次入學，遇到一個有愛心的老師瑪沙耶斯 (Matthias)之後，才真正改變了他的一生。瑪沙耶斯用愛心感化了貝比魯斯，使他終於下定決心改掉過去所有的惡習。面對不愛唸書的貝比魯斯，瑪沙耶斯便轉從運動方面去發掘、探索他的潛能，進而發現貝比魯斯在棒球方面的天賦，便教他勤奮苦練棒球。使得貝比魯斯從一個整天無所事事的小混混，變成一個熱愛棒球的熱血少年。

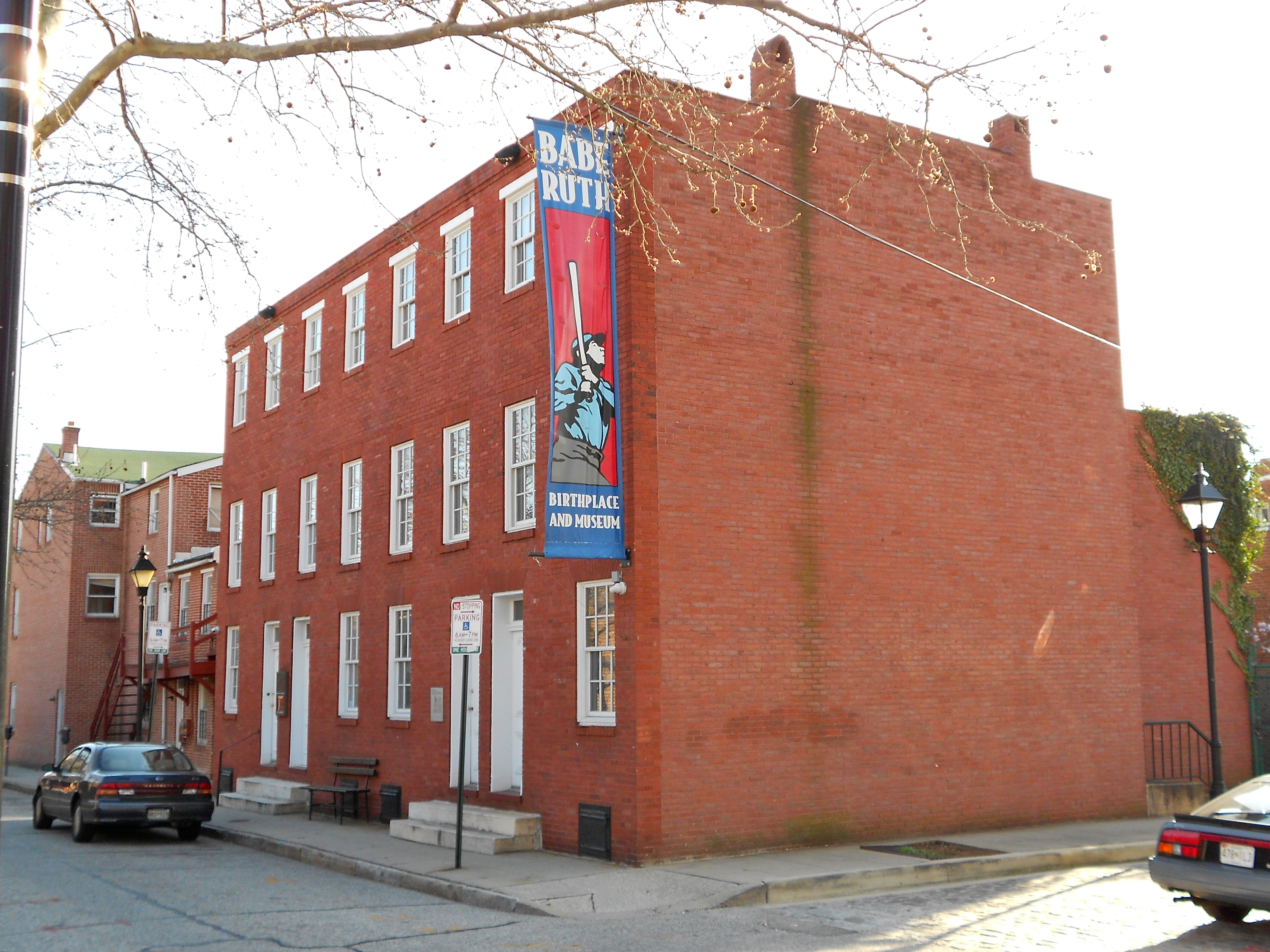
貝比魯斯的出生地

由於貝比魯斯的臂力很好，一開始的守備位置是捕手。但貝比魯斯是個左撇子，而以前左撇子的棒球手套還沒有量產，所以面對對手的盜壘，他必須先將手套脫下再將球傳向二壘。儘管如此，他還是以他驚人的臂力將對手封殺。某天，貝比魯斯那一隊的投手總是讓對方擊出安打，貝比魯斯在沒有預先通知的情況下登上投手丘擔任投手，完全沒當過投手的貝比魯斯，投出來的球速卻很快、很刁鑽。此後貝比魯斯便轉行當投手。

## 大聯盟生涯
貝比魯斯最初是以投手身分與巴爾的摩金鶯隊簽約，但金鶯隊於1914年發生財政問題，便將他轉賣給波士頓紅襪隊，繼續擔任投手，因為其優秀的成績與防禦率，當時的貝比魯斯成為紅襪隊的王牌投手。
1920年紅襪將他以十萬美金的價格賣給洋基。由於當時洋基隊已經有多位優秀的投手，貝比魯斯便轉任外野手並展露在全壘打方面的天份，因此也創下不少紀錄。1935年被洋基賣到波士頓勇士，並在該年結束後宣佈退休，並留下不少紀錄，其中714全壘打直到1974年才被漢克·阿倫打破。
1936年成為首批入選棒球名人堂的5人之一。1998年運動新聞將他排百大棒球員的首位。1999年由球迷選入世紀球隊。紐約洋基隊也將他的3號背號給永久退休。2006年被貝瑞·邦茲打破左打者最多全壘打紀錄。

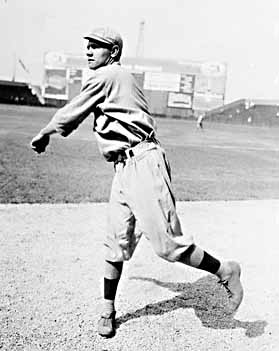
貝比魯斯於1914年在波士頓紅襪投球時的照片

## 晚年到病逝
貝比·魯斯從波士頓勇士隊退休之後五年，美國捲入第二次世界大戰。在戰爭的初期，貝比·魯斯的醫師即告誡他，必需注意自己的身體。貝比·魯斯不情願地接受了醫師建議，先是減少酒量，又取消了慰勞南太平洋美軍部隊的預定行程。

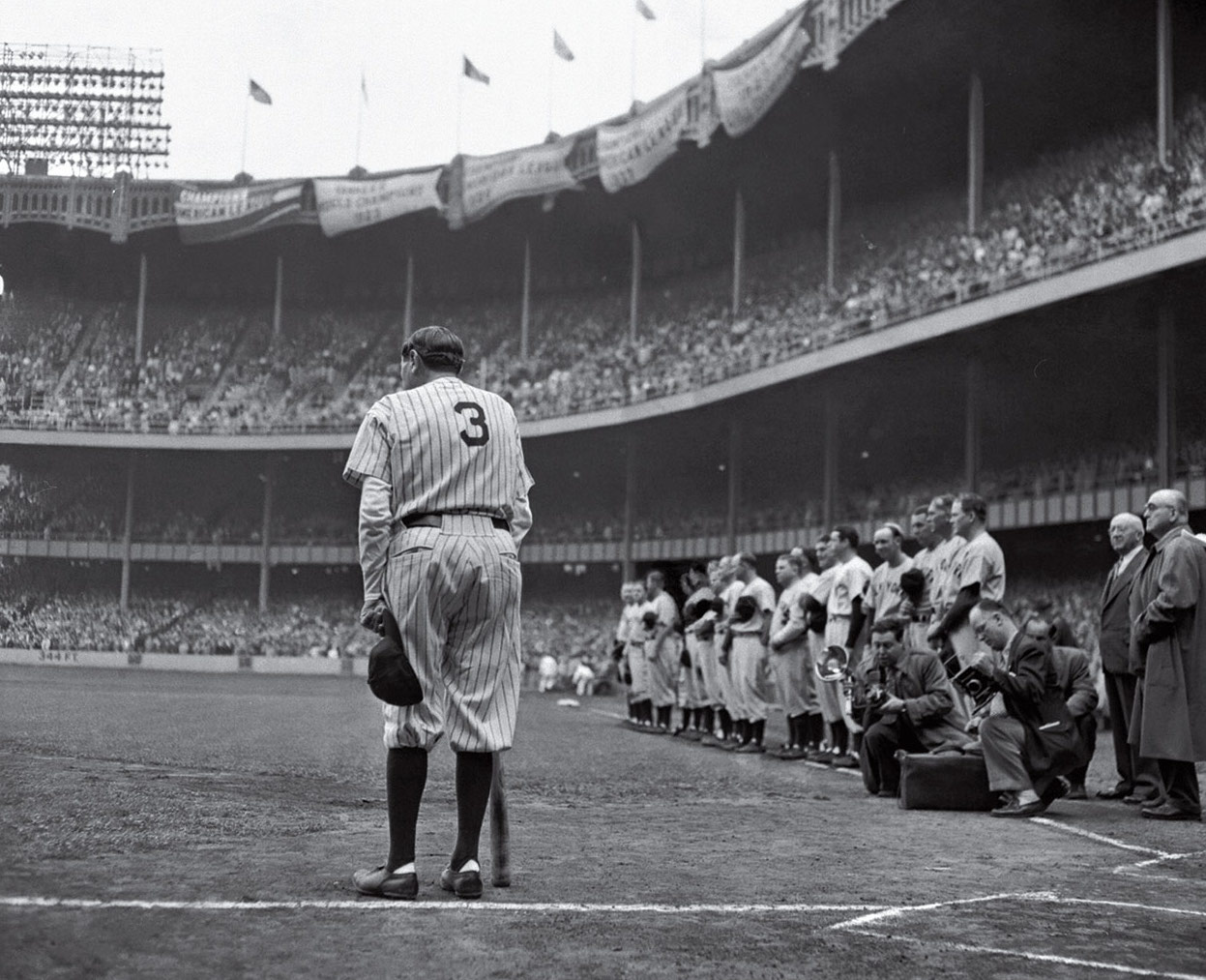
貝比魯斯出席自己的背號退休儀式

1946年，貝比·魯斯開始感覺左眼疼痛，以及吞嚥困難。同年11月，貝比·魯斯到紐約的法國醫院檢查，結果顯示他的顱底和頸部有一個無法手術的惡性腫瘤，貝比·魯斯經診斷罹患了鼻咽癌。貝比·魯斯的名氣使他能夠進行實驗性治療，他是醫療史上第一批同時接受抗癌藥物和放射治療的癌症患者之一。他減掉了80磅（36公斤），於隔年2月出院，前往佛羅里達休養。1947年大聯盟球季開幕時，他回到了紐約和洋基球場，當時的大聯盟主席哈皮·錢德勒宣布1947年4月27日為大聯盟的貝比魯斯日，其中最重要的慶祝活動是在洋基體育場舉行。一些前隊友和其他貴賓向貝比·魯斯發表了講話，貝比·魯斯本案也向近60,000觀眾簡短地致詞。由於才結束癌症的療程，他致詞時語調緩慢、沙啞而低沉。
與此同時，在二戰後快速發展的癌症療法，特別是化學療法的研究，給貝比·魯斯帶來希望。但醫生尚未告訴貝比·魯斯罹患癌症，以免他傷害自己。醫師使用葉酸的衍生物進行治療，貝比·魯斯可能是史上第一個使用這個療法的癌症患者。在使用新療法之後，貝比·魯斯的癌症得到了顯著改善，以至於醫療團隊能在一次上介紹了他的病例，但沒有使用他的名字。

## 家庭生活

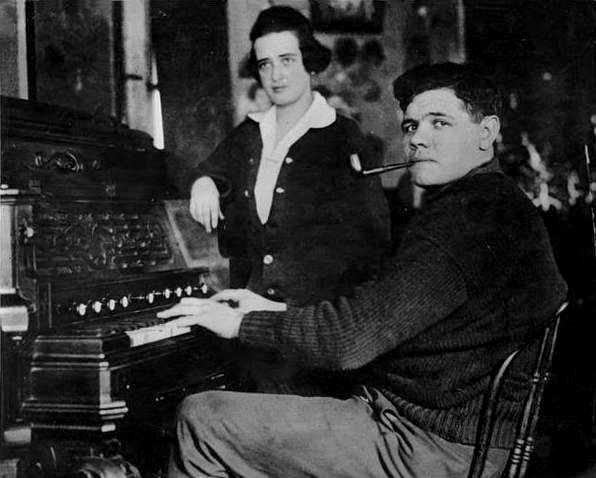
貝比魯斯1915年與他第一任妻子海倫的合照

根據某些說法，貝比魯斯是在波士頓的一家咖啡店裡遇到第一任妻子海倫·伍德福德（Helen Woodford，1897-1929），她是一名女服務員，他們於1914年10月17日結婚，在兩人都還處於青少年的時期。 。雖然貝比魯斯後來都聲稱，兩個人是在馬里蘭州的埃尔克顿 (马里兰州)市結婚，但記錄顯示，兩個人是在埃利科特城的天主教堂完婚的。1921年，他們收養了一個女兒桃樂西·魯斯(Dorothy Ruth，1921–1989)，之後貝比魯斯與海倫在1925年分居，原因據說是貝比魯斯在婚姻中不斷出軌，並且長期冷遇海倫。他們最後一次以伴侶身份共同出現，是1926年的世界大賽。
海倫·伍德福德1929年1月在麻薩諸塞州沃特敦 (馬薩諸塞州)一場火災中罹難，享年31歲。當時她住在愛德華·金德 (Edward Kinder) 的房子裡，愛德華·金德 (Edward Kinder) 是一位牙醫，她一直以「金德夫人」的身份與他一起生活。他們的養女桃樂西後來出版一本傳記《我的父親，貝比》(《My Dad, the Babe》)，她聲稱自己是貝比魯斯的親生孩子，生母是胡安妮塔·詹寧斯(Juanita Jennings)，她是貝比魯斯的情婦。胡安妮塔於1980年向桃樂西和桃樂西的繼妹朱莉婭·魯絲·史蒂文斯(Julia Ruth Stevens)，承認了這一事實，當時胡安妮塔已陷入重病。
1929年4月17日(第一任妻子海倫過世後三個月)，貝比魯斯和女演員兼模特兒克萊爾·梅里特·霍奇森 (Claire Merritt Hodgson，1897-1976) 結婚，並收養了女兒朱莉婭 (1916-2019)，這是雙方的第二次也是最後一次婚姻。克萊爾與海倫很不一樣，她遊歷豐富，受過良好教育，並，就像米勒·哈金斯在球場上對他所做的那樣。
有一種說法是，朱莉婭和桃樂西是貝比魯斯與隊友盧·賈里格關係長達七年的裂痕的原因，但這不是兩人的錯。起因是1932年時，賈里格的母親批評克萊爾：「很遺憾她沒有給 桃樂西穿得像她給自己女兒穿的一樣漂亮。」當評論不可避免地被貝比魯斯知道時，他憤怒地告訴格里格告訴他的母親不要管那麼多。反過來，賈里格對貝比魯斯批評他母親感到憤怒。據說兩人在1939年7月4日盧·賈里格感謝日，於洋基體育場和解之前從未在場外說話，也就是格里克從棒球退役後不久。
雖然貝比魯斯在職業生涯中，大部份時間都是已婚狀態，但當洋基隊共同老闆提林海斯·哈斯頓(Tillinghast L'Hommedieu Huston)要求他私生活應該低調、節制時，貝比魯斯說：「我保證喝酒時會放輕鬆一點，也會早點上床睡覺，但不少為了你、5萬或25萬美元放棄女人，她們太有趣了。」根據洋基隊雇來跟踪他在芝加哥的一名偵探報告說，貝比魯斯曾一晚和六個女人廝混。賓恩·波迪是貝比魯斯第一個洋基隊的室友，但他說自己並不是「我真正的室友其實是他的行李箱」。
在 1922 賽季開始之前，貝比魯斯以每年 52,000 美元的價格簽下了一份為期三年的複數約，並可選擇續約兩年。他在1922 賽季的表現令人失望，部分原因是他酗酒和熬夜。 1922 賽季結束後，他被要求簽署一份帶有道德條款的合約，貝比魯斯必須完全戒酒，並且在未經球隊許可的情況下，在訓練和比賽期間不得熬夜超過凌晨 1:00，貝比魯斯也被禁止任何會損害他打棒球能力的行為或不當行為。

## 軼事
- 貝比魯斯魔咒：源於1918年波士頓紅襪獲得世界大賽冠軍後，該隊老闆為解決個人財務問題，竟將陣中王牌巨星貝比魯斯高價賣給宿敵的紐約洋基隊。這本來不過是一件商業上的行為，但波士頓紅襪隊卻在未來的八十六年內與世界大賽冠軍無緣，直到2004年才再度封王。坊間流傳八十幾年前，當貝比魯斯獲知自己被紅襪隊賣掉的時候曾經說過：「我詛咒紅襪隊在我死後一百年內永遠拿不到總冠軍」。
- 全壘打預言：1932年的世界大賽，貝比魯斯於第三個打席，伸手指指向中外野露天看臺。下一球便將投手投的球打向手指指的看臺方向擊出全壘打。

## 全壘打之星
貝比魯斯是美國棒壇最偉大的球員，也是永遠的傳奇英雄。事實上，當時的年代所發展的棒球是屬於小球文化的比賽，在1900年代到1920年代更是被稱為棒球的死球時代。當時球不只彈性差，而投手又被允許投口水球，加上本壘板距離較現代棒球短，所以打出長打是很困難的一件事。這使得打者陷入非常不利的情況，故打者通常只將球打向防守的空隙，他們認為揮大棒期望值太低、風險又太高。然而，直到貝比魯斯的全壘打表現才使大家了解到巨砲的全壘打效應，為棒球帶來新的世代。
1919年當時仍在紅襪隊擔任投手的貝比魯斯，就已經開始創造歷史。當年以單季29支全壘打打破紀錄，1920年、1921年又連續打破大聯盟單季全壘打紀錄，1927年更創下單季151場比賽擊出60支全壘打的紀錄。曾6度拿下打點王、12度奪下全壘打王，其中四個球季打點超過150分、四個球季全壘打超過50支、十個球季全壘打超過40支，這些至今仍是大聯盟紀錄。

### 书籍来源
- Creamer, Robert W.  First Fireside. New York: Simon & Schuster. 1992. ISBN 978-0-671-76070-0.
- Montville, Leigh. . New York: Broadway Books. 2006. ISBN 978-0-7679-1971-5.
- Wagenheim, Kal. . New York: Praeger Publishers. 1974. ISBN 978-0-275-19980-7.

## 外部連結
- baberuth.com（页面存档备份，存于） - 官方網站
- 球員資訊和成績在MLB ，ESPN ，Retrosheet ，Baseball Reference ，Baseball Reference (Minors) ，Fangraphs ，The Baseball Cube （英文）
- baseballhalloffame.org 棒球名人堂
- baberuthmuseum.com 魯斯博物館
- espn.go.com（页面存档备份，存于） -
- quotes-famous.com （页面存档备份，存于） 魯斯名言
- thedeadballera.com 魯斯訃告